# エドワード・ハロルド・デイヴィス
エドワード・ハロルド・デイヴィス（Edward Harold Davies 1867年7月18日 - 1947年7月1日）は、アデレード大学の音楽科教授、エルダー音楽院の学長。作曲家であるウォルフォード・デイヴィスの兄である。一般的にはハロルドとして知られる。
デイヴィスはイングランドとウェールズの境に位置するオズウェストリで、ジョン・ホワイトリッジ・デイヴィス（John Whitridge-）の4人の息子の3番目として生まれた。彼は1886年にオーストラリアへと移住するが、1890年にイングランドへ帰国してチャペル・ロイヤルのオルガニストに就任した。その後、オーストラリアへと戻ったデイヴィスは南オーストラリア管弦楽団（現アデレード交響楽団）を設立し、音楽教育と研究において指導的役割を果たした。
デイヴィスは合唱指揮者、指揮者、評論家、実業家、教師、オルガニストとして活躍した。またラジオ出演も行っており、さらに先住民の音楽収集家としてもよく知られていた。
1933年、デイヴィスはヨハン・ゼバスティアン・バッハの鍵盤楽曲、中でも特に「アンナ・マクダレーナ・バッハの音楽帳」から簡単な20曲を抜粋して「子どものバッハ The Children's Bach」を編集した。この曲集は音楽を習う者やその指導者に愛好されており、現在でも版を重ねている。